# Functionele natuurvisie
De functionele natuurvisie is een natuurvisie waarin de functies die de natuur voor de mens heeft centraal staan. Het is een van de visies op natuurbescherming in Nederland die de discussies over de koers van natuurbescherming bepaald hebben gedurende de laatste decennia. De twee andere visies zijn de natuurontwikkelingsvisie en de klassieke natuurvisie. In de functionele natuurvisie horen natuur en andere menselijke activiteiten met elkaar verbonden te zijn. Er wordt gestreefd naar een verweving van de functies natuur, recreatie, fysische productie en kwaliteit van het landschap (R.M.N.O. 1988, blz. 27). Natuurreservaten zijn niet het belangrijkste middel, maar de natuur dient overal voldoende aanwezig zijn. Sectoren waarmee samengewerkt moet worden zijn onder andere landbouw, recreatie, waterbouw en bosbouw.
De visie zet zich af tegen de conserveringsstrategie van de klassieke natuurbeschermingsvisie. Niet zeldzaamheid, diversiteit en het behoud van het oude cultuurlandschap staan centraal, maar "het zoeken naar een andere zienswijze en perspectieven van morgen" (R.M.N.O. 1988, blz. 21).
Onder meer de voormalige Raad voor Ruimtelijk Milieu- en Natuuronderzoek (RMNO) heeft deze en de andere visies uitgewerkt en laten zien wat de consequenties zijn van elke visie voor de inrichting en het beheer van agrarische cultuurlandschappen, de Waddenzee, de bossen en de grote wateren (rivieren en IJsselmeer) in Nederland.

## Landbouw en natuur
De functionele natuurvisie wordt expliciet met organisaties als het Centrum voor Landbouw en Milieu (CLM) en Aktie Strohalm verbonden door Van der Windt (1995 blz. 150). Medeoprichter Wouter van der Weijden van het CLM en Wim ter Keurs ziet hij als de belichaming van deze visie. Het thema dat vooral gethematiseerd wordt door de aanhangers van de functionele natuurvisie is de verhouding landbouw en natuur. Zij hebben waardering voor "het natuurproduct dat de boer op zijn land kweekt" (R.M.N.O. 1988, blz. 21). Markant is op dit punt dat het instrumentarium dat het rapport van het R.M.N.O. bij deze visie vermeldt uitsluitend betrekking heeft op de integratie van natuur en landbouw (R.M.N.O. 1988, blz. 22). "De inrichting van de landbouwgebieden is gericht zowel op het handhaven van de verscheidenheid aan natuurlijke systemen en soorten, het handhaven of de vorming van een gevarieerd landschap, als op stimulering van de gangbare landbouwmethode" (R.M.N.O. 1988, blz. 30). Er dient een extensivering van alle landbouwbedrijven plaats te vinden om de natuur meer ruimte te geven in het cultuurlandschap. De methoden en machines die hiervoor gebruikt worden, mogen het landbouwbelang niet te veel schaden (R.M.N.O. 1988, blz. 30). De integratie van landbouw en natuur moet niet via wettelijke verplichtingen, maar door economische prikkels en voorlichting plaatsvinden.
Voorbeelden van integratie van natuurbeheer en commerciële landbouw zijn het weidevogelbeheer en het streven naar bloemrijke slootkanten. Weidevogels zijn onder andere de grutto, tureluur, kievit en de scholekster. Deze vogels worden in de loop van de twintigste eeuw meer en meer als groep gezien. Ze worden het symbool van integratie van interessante natuur en landbouw. Ook binnen de klassieke natuurbeschermingsvisie is er aandacht voor weidevogels. Voor de bescherming daarvan wordt binnen deze visie gestreefd naar het stichten van weidevogelreservaten. De functionele visie wil geen reservaten maar streeft naar bescherming van de weidevogels binnen het gangbare boerenbedrijf. (Van der Windt 1995, blz. 151-153). Maatregelen die binnen deze visie voorgestaan worden zijn: het plaatsen van nestbeschermers om vernieling van het nest door koeien tegen te gaan, bij het maaien worden de nesten gemarkeerd door stokken en worden bij het maaien van het gras overgeslagen. Het perceel wordt van binnen naar buiten gemaaid.
Slootkantvegetaties kunnen grotere natuurwaarden krijgen door ze niet te bemesten en ze bij de eerste snede niet te maaien, het aanleggen van verharde drinkplaatsen voor het vee en het uitrasteren van de slootkanten. Het voorkomen van bemesting van slootkanten kan onder meer door voorzieningen op de kunstmeststrooier aan te brengen. Ook is het van belang om bij schoning van sloten dit minder intensief te doen en de bagger zo mogelijk af te voeren (CLM 1992).
Braaklegging wordt gezien als een maatregel die eerder haalbaar is om de overproductie in de landbouw tegen te gaan dan het uit productie nemen ervan (R.M.N.O. 1988, blz. 30).
Zelfs is er aandacht voor natuur op en rond het erf. In de gebouwen zelf kunnen vogels als de boerenzwaluw en de kerkuil nestelen. De bloementuin kan allerlei vlinders trekken. Op overhoekjes en langs poelen en sloten kunnen door extensief maaibeheer bloemrijke vegetaties ontstaan. (CLM 1994).
Ook actief onderhoud van houtwallen door particulieren en het gebruik van een zogenaamde wildredder bij maaiapparatuur zijn maatregelen om natuur en boerenbedrijf te integreren.
Aanvankelijk verzetten de aanhangers zich tegen de Relatienota, waarin voorstellen werden gedaan voor afstemming van landbouw en natuur. Later hebben ze er meer waardering voor en zien ze het als een uitstekende methode om integratie van natuur en boerenbedrijf te bevorderen. Het verschil met de klassieke visie blijft dat deze eerst uitzoekt wat de waardevolle cultuurlandschappen zijn en deze vervolgens op een kaart markeert. Binnen dat gebied (het relatienotagebied) kunnen boeren een beheersovereenkomst sluiten. De functionele visie wijst het aanwijzen van dergelijke gebieden af: het wekt vooral weerstanden bij de boeren. Beter is zogenaamde vliegende hectares te introduceren, waarbij boeren die bereid en in staat zijn om een dergelijke beheersovereenkomst in hun bedrijfsvoering te integreren deze kunnen afsluiten. Hierdoor is er meer ruimte om aan te sluiten bij een verschil in bedrijfsstijlen van de verschillende boeren. Bedrijfsstijlen zijn manieren van exploiteren van het boerenbedrijf. De ene bedrijfsstijl heeft meer aanknopingspunten voor het integreren voor vormen van natuurvriendelijk beheer binnen het boerenbedrijf. Een bedrijfsstijl die het inkomen haalt uit een zo intensief mogelijk gebruik van het land biedt weinig aanknopingspunten hiervoor. Een andere bedrijfsstijl waarbij het afleveren van zo goed en gezond mogelijk vee centraal staat, biedt meer aanknopingspunten omdat krachtvoer erg belangrijk is. Dat wordt aangekocht. Het land zelf hoeft dan minder intensief te worden gebruikt. Ook een bedrijfsstijl die als strategie heeft om de hoeveelheid vreemd kapitaal te beperken en een bedrijfsstijl die bestaat uit vinden van aanvullende vormen van inkomen, hebben meer mogelijkheden voor natuur vriendelijker methoden (De Bruin en Van Der Ploeg 1991).

## Voorbeelden buiten de landbouw
Het natuurvriendelijk beheren van wegbermen, spoordijken en openbaar groen ligt in het verlengde van de functionele natuurvisie. Een ecologisch bermbeheer bestaat uit het niet gebruiken van herbiciden, een extensief maaibeheer en het afvoeren van het maaisel. Vooral Professor dr. P. Zonderwijk uit Wageningen heeft dit onder de aandacht gebracht (Sykora e.a. 1993, blz. 16). Het gaat hier om een meer natuurvriendelijk beheer van utilitair gebruikte terreinen (Koster 1994).
Voor de bossen ligt de nadruk op multifunctionaliteit. In dergelijke bossen mag er de eerste vijftig jaar geen eindkap plaatsvinden. Het kappen moet onregelmatig en op afgewogen plaatsen geschieden. Er worden verschillende boomsoorten ingeplant. Het bos moet bestaan uit bomen met een verschillen de leeftijd. Oudere gevarieerde bossen worden meer gewaardeerd dan eentonige jonge bossen. Ook kan het bos begraasd worden door huisdieren zoals vee.
Het beheer is gericht op soorten die spontaan opduiken of die zich zonder moeite handhaven. Soorten die het niet redden of hebben gered worden niet bevoordeeld of uitgezet (R.M.N.O. 1988, blz. 27). Jacht is toegestaan om de draagkracht van de biotoop in stand te houden. "Andere natuurgebieden worden op vergelijkbare wijze beheerd" (R.M.N.O. 1988, blz. 28).
In de Waddenzee moet volgens deze visie een optimale verweving van de natuur, recreatie, visserij, olie- en gaswinning voorop staan. Het ecologisch functioneren van het systeem moet doorgang kunnen blijven vinden.
Nieuwe zandplaten die ontstaan door het aanleggen van dammen, kunnen de recreatie en de natuur stimuleren. Strekdammen veranderen het stromingspatroon. Hierdoor ontstaan nieuwe schorren en slikken. Ook recreanten laten zich leiden in hun verplaatsingsgedrag door deze strekdammen. Pijpleidingen voor de gaswinning kunnen een aanhechtingsplaats voor week- en schelpdieren vormen (R.M.N.O. 1988, blz. 33).
De functies recreatie, (drink)watervoorziening, landbouw en visserij en natuur moeten in het IJsselmeer en de randmeren tot hun recht komen. Op buitendijkse gebieden is plaats voor extensieve recreatie. De aanleg van strekdammen, zandplaten en het veranderen van zandstromen kunnen de vorming van recreatie-eilanden en -gebieden bevorderen. In deze gebieden kunnen veel vogels van open zandplaten als van moerasgebieden broeden. Fonteinkruidbegroeiingen kunnen natuur en recreatie zoneren omdat het zwemmen hierin niet prettig is. Ze moeten dan ook niet gemaaid worden.
Voor het beheer van water, zoals rivieren, is het doel integraal waterbeheer, waarbij scheepvaart, milieu, veiligheid, gezondheid en natuur betrokken worden.

## Gradiënten
Een bijzondere invulling van de functionele natuurvisie visie geeft Pieter Schroevers (Schroevers 1993), die deze visie met de klassieke natuurvisie te verbinden. Schroevers wil menselijk handelen en natuur duurzaam samen laten gaan. Het behouden van historische landschappen is belangrijk omdat deze landschappen een inspiratiebron kunnen zijn voor een toekomstige omgang met de natuur, maar hij verzet zich een absolute indeling van Nederland in natuurgebieden en niet-natuurgebieden. Natuur is overal aanwezig. Hij keert zich tegen de ontwikkeling van zelfregulerende natuur, zoals de natuurontwikkelingsvisie die centraal stelt. Tegenover de norm van compleetheid die bij deze visie hoort, stelt hij de gradiënt. Het begrip gradiënt verduidelijkt hij met een concentrisch model: de natuur in een monotone omgeving, bijvoorbeeld een uitgestrekte plas, reageert met schokgolven op verstoringsbron totdat de gevolgen van deze verstoring niet meer merkbaar zijn. Dit gaat gepaard met een toename in diversiteit. Ook antropogeen ingrijpen kan een dergelijke storingsbron zijn. Schroevers geeft zo een positieve duiding van menselijke ingrijpen van de natuur. Het huidige probleem voor de natuur is dat de menselijke invloed zo sterk is dat de gradiënten daardoor verdwijnen. In de toekomst kunnen bijvoorbeeld blauwgraslanden lang autowegen ontstaan